# Гуарос де Лара (баскетбольный клуб)
«Гуарос де Лара» — венесуэльский профессиональный баскетбольный клуб из города Баркисимето. Один из титулованных клубов Южной Америки. Выступает в чемпионате Венесуэлы.

## История
В 2016 году Гуарос де Лара выиграла впервые в своей истории Лигу ФИБА Америка. После этого, Гуарос де Лара выиграла Межконтинентальный кубок, обыграв в финале Скайлайнерс. 
В 2017 году Гуарос де Лара во второй раз стала чемпионом Лиги ФИБА Америка, обыграв в финале Эстудиантес из Баия-Бланки.

## Достижения

### Международные турниры
- Лига ФИБА Америка

Чемпион (2):  2016, 2017
- Межконтинентальный кубок по баскетболу

Чемпион (1):  2016

## Известные игроки
- Нейт Робинсон
- Лазар Хэйуорд